# Olof Fryxell
Olof Fryxell, född 24 september 1806 i Edsleskogs prästgård, död 9 april 1900 i Örs prästgård, var en svensk präst och poet. Han var bror till Anders Fryxell.
Fryxell blev filosofie magister 1845 och teologie doktor i Uppsala 1877. Åren 1832–1855 var han lärare vid olika flickskolor i Stockholm. Han blev hovpredikant 1849 och kyrkoherde i Ör 1860 och senare kontraktsprost. Fryxell utgav flera diktsamlingar, varav ett antal prisbelönades av Svenska akademien. Brunkebergs slag erhöll stora priset 1834.